# Association des conseils scolaires des écoles publiques de l'Ontario
L’Association des conseils scolaires des écoles publiques de l'Ontario (ACÉPO) est une association regroupant l'ensemble des conseils scolaires des écoles de langue française de la province de l'Ontario au Canada. ACÉPO a son siège à Ottawa.

## Organisation administrative
L'éducation en français est un droit constitutionnel national en Ontario.  Le réseau scolaire provincial d'écoles élémentaires et secondaires est ouvert aux enfants des parents qui ont les droits voulus. Même si les parents n'ont pas les droits requis pour inscrire leurs enfants dans ces écoles, ils peuvent soumettre une demande d'inscription à l'école choisie. La décision d'accepter ou non les inscriptions revient à un comité d'admission, comité prévu dans la Loi sur l'éducation de l'Ontario.  
Toutes les écoles élémentaires offrent la maternelle et le jardin d'enfants aux jeunes de 4 et 5 ans, à temps plein - c'est-à-dire toute la journée. 
Le nombre d'élèves inscrits dans les écoles des membres de l'ACÉPO a augmenté de 48 % depuis sa création du système en 1998. Les conseils scolaires accueillent plus de 25 % des élèves des écoles de langue française.

## Organisation territoriale
Les quatre conseils scolaires membres de l'ACÉPO ont la responsabilité de fournir l'éducation en français sur tout le territoire géographique de l'Ontario.
- Conseil des écoles publiques de l'Est de l'Ontario, (CÉPEO), siège social à Ottawa
- Conseil scolaire Viamonde, (csviamonde), siège social à Toronto
- Conseil scolaire public du Grand Nord de l'Ontario, (CSPGNO]), siège social à Grand Sudbury
- Conseil scolaire public du Nord-Est de l'Ontario, (CSDNE), siège social à North Bay

Les bureaux administratifs de l'Acépo sont situés au 1426 rue Larkhaven à Ottawa.